# بزمة
بزمة (بالفارسية: بزمه) هي قرية تقع في قسم برف انبار الريفي (مقاطعة فريدون شهر) في إيران. يقدر عدد سكانها بـ 1,430 نسمة .